# Boulaouane
Boulaouane  (in arabo بولعوان‎?) è un centro abitato e comune rurale del Marocco situato nella provincia di El Jadida, regione di Casablanca-Settat. Conta una popolazione di 14 485 abitanti (censimento 2014).